# Широбоков, Владимир Павлович
Широбоков Владимир Павлович (5 апреля 1942 года, Ханты-Мансийск) — украинский микробиолог и вирусолог, академик Национальной академии наук Украины (2003), академик Национальной академии медицинских наук Украины (2012).

## Биография

### Ранние годы
Родился 5 апреля 1942 в городе Ханты-Мансийск Тюменской области (Россия). Отец — врач Павел Андреевич Широбоков, мать — Дарья Нестеровна Гаморак (дочь Нестора Гаморака)

### Образование
В 1961 году В. Широбоков перевелся из Свердловского медицинского института на 3-й курс лечебного факультета Киевского медицинского института им. А. А. Богомольца.
В 1965 году после окончания его с отличием продолжил учиться в аспирантуре при кафедре микробиологии (научный руководитель — профессор С. С. Дяченко).
В 1967 году защитил кандидатскую диссертацию «Экспериментальное изучение некоторых вопросов молекулярной биологии вирусов Коксаки».
В 1977 — докторскую диссертацию «Сравнительное изучение биологических свойств вирусов Коксаки и их селекционированных вариантов»

### Профессиональная деятельность
Работает на кафедре микробиологии, вирусологии и иммунологии Киевского медицинского института им. А. А. Богомольца (ныне — Национальный медицинский университет им. А. А. Богомольца), с 1979 года её заведующим.
В 1986—1990 годах Владимир Широбоков был деканом первого лечебного факультета,
в 1990—2003 годах был проректором по учебной работе Национального медицинского университета имени А. А. Богомольца.
В. П. Широбоков — председатель проблемной комиссии по микробиологии и вирусологии МЗ и НАМН Украины, главный внештатный специалист по микробиологии и вирусологии МЗ Украины, член Национального агентства по качеству высшего образования (НАЗЯВО) с 27 июля 2016 года.

## Научная деятельность
В области вирусологии Владимир Широбоков в течение многих лет развивает фундаментальные и прикладные проблемы энтеровирусологии: биологические и генетические свойства энтеровирусов, их распространение в окружающей среде, патогенез энтеровирусных заболеваний человека, совершенствование методов вирусологической диагностики. Открытое им явление диссоциации энтеровирусов во время репродукции в клетке имеет принципиальное общетеоретическое и медицинское значение. Большинство из его работ направлены на клинику, раскрытие патогенеза инфекционных заболеваний. Важное значение имеет также серия исследований санитарно-вирусологического направления.
В области микробиологии известны его работы и монографии, посвященные проблемам микробной экологии человека. Отдельным важным направлением исследований является научное обоснование защиты окружающей среды и питьевой воды от патогенных микробов. Внес существенный вклад в разработку вопросов экологической микробиологии, роли протист как резервуара патогенных микробов и вирусов. Он является автором известных учебников и руководств по медицинской микробиологии, которые вышли в свет не только на украинском и русском, но и других европейских языках, многих программ по микробиологии и вирусологии для студентов, аспирантов, соискателей научных степеней.
Автор 485 научных работ, из них 8 учебников, 42 учебных пособий для студентов и врачей, 14 монографий, 56 патентов и авторских свидетельств. Подготовил 10 докторов и 24 кандидатов наук.

## Звания и награды
Академик Национальной академии наук Украины, избранный 16.05.2003 по специальности микробиология, вирусология; академик Национальной академии медицинских наук Украины, избранный 23.05.2012 по специальности микробиология, вирусология; действительный член Российской Академии медико-технических наук (1999), доктор медицинских наук (1978), профессор (1980), почетный профессор Тернопольского государственного медицинского университета имени И. Я. Горбачевского (2012), почетный профессор института микробиологии и иммунологии им. И. И. Мечникова (2012), Заслуженный деятель науки и техники Украины (1996), Лауреат премии им. Д. К. Заболотного НАН Украины (2016), лауреат премии им. акад. И. М. Блохиной Российской Академии медико-технических наук (2001). Награждён орденом «За заслуги III степени» (2002), Орденом «За заслуги II степени» (2016), почетной грамотой Кабинета Министров Украины (2005), орденом Украинской Православной церкви Равноапостольного Князя Владимира III степени (2006), отличиями и медалями НАН и НАМН Украины.

## Основные научные труды
- - «СПИД — синдром приобретенного иммунодефицита» (1988);
  - «Практическая вирусология» (1989);
  - «Медицинская микробиология, вирусология, иммунология» (учебник, 1994);
  - «Медична мікробіологія, вірусологія, імунологія» (підручник, 2011);
  - «Мікробна екологія людини з кольоровим атласом» (навчальний посібник, 2011);
  - «Интегральная роль симбиотической микрофлоры в физиологии человека» (2011).
  - «Микробы в биогеохимических процессах, эволюции биосферы и существовании человечества» (2014)
  - «Медицинская микробиология, вирусология, иммунология» (учебник, 2015)